# 山北今帰仁城監守来歴碑記
山北今帰仁城監守来歴碑記（さんほくなきじんじょうかんしゅらいれきひき）は乾隆14年（1749年）8月に今帰仁城内に立てられた碑文。撰文は尚宣謨・今帰仁王子朝忠（のち改名し今帰仁王子朝義、揮毫は毛維基・城田親雲上天祐による。2002年に県指定有形文化財に指定された。

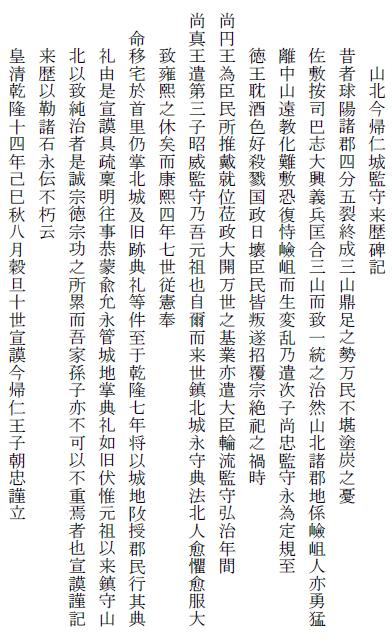
山北今帰仁城監守来歴碑記の碑文（翻刻）

撰文をした尚宣謨・今帰仁王子朝忠は、代々北山監守をつとめた尚韶威・今帰仁王子朝典を元祖とする向氏具志川御殿の十世で、この具志川御殿は同家七世である向従憲・今帰仁按司朝幸のときの監守職廃止（康熙4年（1665年））にともない、今帰仁から首里へと居を移していた。しかし居を移したとあっても、今帰仁城の管理は引き続き同家が行っていた。
ところが乾隆7年（1742年）にこの城域を地域の住民の管理に委ねようという動きがでてきた。そこで尚宣謨・今帰仁王子朝忠は往事の経緯を上申し、同家は以後も今帰仁城の管理を任されることになった。この来歴を記した碑である。
現在、石碑は保存のため城外（隣接する今帰仁村歴史文化センター）に置かれている。

## 碑文大意
むかし琉球はいくつもの地域に分裂して治められていたが、最後は北山・中山・南山の三山が鼎立するようになった。そのとき佐敷按司であった尚巴志が立ち、三山を統一したが、北山は険阻でまた人も勇猛、中山からも遠くあり教化するのにも難しい。変乱の生ずる恐れもあるため尚巴志王は自らの次子である尚忠を監守として派遣した。そのご即位した尚徳王は酒に耽り色を好み、遂に臣民に叛かれ、尚円が推戴され王となるが、尚円王も大臣を派遣し監守せしめた。
そして弘治年間、尚真王は第三子である尚韶威を監守として派遣した。これが吾が元祖であり、以来われわれ一族が代々監守職をつとめることとなった。康熙4年になって、七世の向従憲が、命により首里へ居を移すこととなったが、そのごもわが家が今帰仁城と旧跡の典礼を司ってきた。しかし乾隆7年に王府が城域を郡民に授け、典礼も行わせようとした。そこでわたくし尚宣謨が往事の事情等を奏上したところ、これまで通りわが家が城地を管理し典礼を司ることがゆるされた。わが家は元祖の尚韶威から北山を鎮守している、この徳と功はわが家の子々孫々におよぶものである。わたくし尚宣謨は来歴をここに記し不朽のものとする。
皇清乾隆14年己巳秋八月穀旦十世孫 尚宣謨・今帰仁王子朝忠 謹立。